# Campionat d'Europa de futbol 1988
L'Eurocopa de futbol de 1988 es va disputar a Alemanya Federal entre el 10 i el 25 de juny de 1988.
En aquella edició, només vuit seleccions podien disputar el torneig final. Set països es van haver de classificar per a la fase final, ja que Alemanya Federal estava classificada automàticament per ser l'amfitrió del torneig. Els últims campions, França, no van aconseguir la classificació per a la fase final.

## Països participants
Vegeu també: Classificació per a l'Eurocopa 1988.
| Equips participants | Equips participants | Equips participants | Equips participants |
| ------------------- | ------------------- | ------------------- | ------------------- |
| Alemanya Federal    | Itàlia              | Dinamarca           | Espanya             |
| URSS                | Anglaterra          | Països Baixos       | República d'Irlanda |

## Seus
| Ciutat        | Estadi                | Capacitat |
| ------------- | --------------------- | --------- |
| Düsseldorf    | Rheinstadion          | 55.850    |
| Hannover      | Niedersachsenstadion  | 50.423    |
| Gelsenkirchen | Parkstadion           | 62.000    |
| Frankfurt     | Waldstadion           | 61.000    |
| Múnic         | Olympiastadion        | 69.000    |
| Colònia       | Müngersdorfer Stadion | 47.000    |
| Stuttgart     | Neckarstadion         | 50.000    |
| Hamburg       | Volksparkstadion      | 61.200    |

## Primera fase

### Grup A
| Equip            | Pts | PJ | PG | PE | PP | GF | GC |
| ---------------- | --- | -- | -- | -- | -- | -- | -- |
| Alemanya Federal | 5   | 3  | 2  | 1  | 0  | 5  | 1  |
| Itàlia           | 5   | 3  | 2  | 1  | 0  | 4  | 2  |
| Espanya          | 2   | 3  | 1  | 0  | 2  | 3  | 5  |
| Dinamarca        | 0   | 3  | 0  | 0  | 3  | 2  | 7  |

### Grup B
| Equip               | Pts | PJ | PG | PE | PP | GF | GC |
| ------------------- | --- | -- | -- | -- | -- | -- | -- |
| URSS                | 5   | 3  | 2  | 1  | 0  | 5  | 2  |
| Països Baixos       | 4   | 3  | 2  | 0  | 1  | 4  | 2  |
| República d'Irlanda | 3   | 3  | 1  | 1  | 1  | 2  | 2  |
| Anglaterra          | 0   | 3  | 0  | 0  | 3  | 2  | 7  |

## Fase final
|  | Semifinals                             | Semifinals |   |  | Final                              | Final |  |
|  |                                        |            |   |  |                                    |       |  |
|  | 21 de juny - Volksparkstadion, Hamburg |            |   |  |                                    |       |  |
|  | Alemanya Federal                       | 1          |   |  |                                    |       |  |
|  | Països Baixos                          | 2          |   |  |                                    |       |  |
|  |                                        |            |   |  |                                    |       |  |
|  |                                        |            |   |  | 25 de juny - Olympiastadion, Múnic |       |  |
|  |                                        |            |   |  | Països Baixos                      | 2     |  |
|  |                                        | URSS       | 0 |  |                                    |       |  |
|  |                                        |            |   |  |                                    |       |  |
|  |                                        |            |   |  |                                    |       |  |
|  |                                        |            |   |  |                                    |       |  |
|  | 22 de juny - Neckarstadion, Stuttgart  |            |   |  |                                    |       |  |
|  | URSS                                   | 2          |   |  |                                    |       |  |
|  | Itàlia                                 | 0          |   |  |                                    |       |  |

## Semifinals
| Alemanya Federal | 1–2 | Països Baixos                    |
| ---------------- | --- | -------------------------------- |
| Matthäus         |     | R. Koeman (p) 74' van Basten 88' |

 Volksparkstadion, Hamburg
Àrbitre: Ioan Igna (Romania) 
Assistència: 61.330        
| URSS                          | 2–0 | Itàlia |
| ----------------------------- | --- | ------ |
| Litovtchenko 58' Protasov 62' |     |        |

 Neckarstadion, Stuttgart
Àrbitre: Alexis Ponnet (Bèlgica) 
Assistència: 61.606        

## Final
| URSS | 0–2 | Països Baixos             |
| ---- | --- | ------------------------- |
|      |     | Gullit 32' van Basten 54' |

 Olympiastadion, Múnic
Àrbitre: Michel Vautrot (França) 
Assistència: 72.308        
| PAÏSOS BAIXOS                | URSS                                                                   |
| ---------------------------- | ---------------------------------------------------------------------- |
| 1 Hans van Breukelen         | 1 Rinat Dasayev                                                        |
| 2 Adri van Tiggelen          | 15 Oleksiy Mykhaylychenko                                              |
| 4 Ronald Koeman              | 5 Anatoliy Demyanenko                                                  |
| 6 Berry van Aerle            | 3 Vagiz Khidiyatullin                                                  |
| 17 Frank Rijkaard            | 6 Vassil Rats                                                          |
| 20 Jan Wouters               | 7 Sergei Aleinikov                                                     |
| 7 Gerald Vanenburg           | 8 Hennadi Litòvtxenko                                                  |
| 8 Arnold Mühren              | 9 Oleksandr Zavarov                                                    |
| 13 Erwin Koeman              | 10 Oleh Protasov                                                       |
| 10 Ruud Gullit               | 11 Igor Belanov                                                        |
| 12 Marco van Basten          | 18 Siarhei Hòtsmanau                                                   |
| DT Rinus Michels             | DT Valeriy Lobanovskyi                                                 |
| Canvis                       | Canvis Sergei Baltacha (Hotsmanau, 68') Viktor Pasulko (Protasov, 71') |
| Amonestats van Aerle Wouters | Amonestats Khidiatulin Litovchenko Belanov                             |

|  | Campió: PAÏSOS BAIXOS Primer títol |

## Golejadors
| Jugador          | Selecció         | Gols |
| ---------------- | ---------------- | ---- |
| Marco van Basten | Països Baixos    | 5    |
| Rudi Völler      | Alemanya Federal | 2    |
| Oleh Protasov    | URSS             | 2    |